# Neikkarapatti
Neikkarapatti è una suddivisione dell'India, classificata come town panchayat, di 11.891 abitanti, situata nel distretto di Dindigul, nello stato federato del Tamil Nadu. In base al numero di abitanti la città rientra nella classe IV (da 10.000 a 19.999 persone).

## Geografia fisica
La città è situata a 10° 27' 54 N e 77° 26' 36 E.

## Società

### Evoluzione demografica
Al censimento del 2001 la popolazione di Neikkarapatti assommava a 11.891 persone, delle quali 5.967 maschi e 5.924 femmine. I bambini di età inferiore o uguale ai sei anni assommavano a 1.077, dei quali 553 maschi e 524 femmine. Infine, coloro che erano in grado di saper almeno leggere e scrivere erano 7.715, dei quali 4.458 maschi e 3.257 femmine.